# Chaussure de course

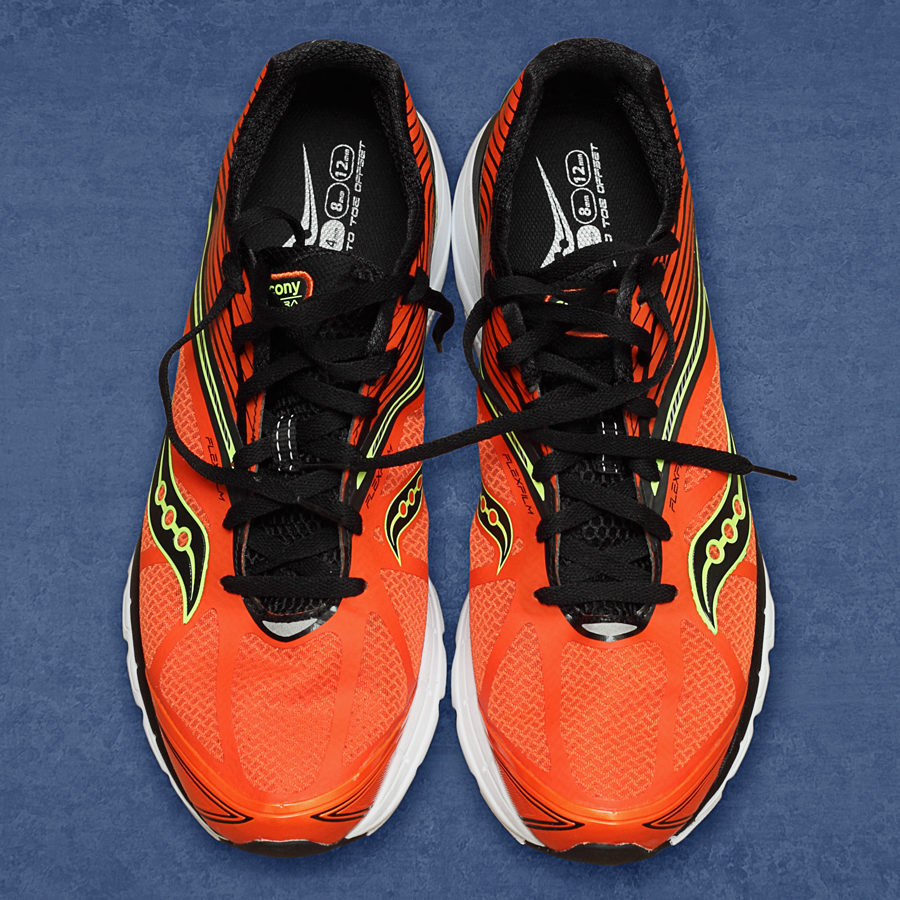
Une paire de chaussures de course.

Une chaussure de course est une chaussure de sport conçue pour la pratique de la course à pied. 
Elle peut être choisie en prenant en compte certains paramètres tels que le type de foulée du coureur (pronateur, supinateur ou universel), la morphologie de son pied, son poids, la surface sur laquelle il court (route bitumée ou chemin de terre), le niveau et l'intensité de la pratique (loisir ou compétition).

## Controverses
En décembre 2009, le Dr Casey Kerrigan et ses collègues ont publié une étude de biomécanique dans une revue médicale américaine (PM&R, American Academy of Physical Medicine and Rehabilitation). Ils ont fait courir sur un tapis 68 volontaires, soit avec des chaussures de course, soit pied nus. Ils ont découvert que la course avec chaussures augmentait les forces de tensions exercées sur les articulations des hanches, des genoux et des chevilles. Cette augmentation des forces était due aux coussins d’air rehaussant les talons et destinés à amortir le choc des foulées afin de protéger le dos, et aux voûtes plantaires très renforcées situées à l’intérieur des chaussures. Ils proposaient donc aux fabricants de chaussures de courses de repenser leurs produits,,.
En janvier 2010, une autre étude publiée dans la revue Nature concluait que courir pieds nus ou avec des semelles fines permettait de mieux amortir les chocs liés à l'impact du pied sur le sol que courir avec des chaussures de course modernes. L'explication est qu'en courant avec des chaussures, les coureurs posent le talon en premier, encaissant alors deux à trois fois leur poids à chaque foulée, alors que lorsqu'ils courent pieds nus, leur foulée est très différente et ils atterrissent sur le milieu et l'avant du pied et n'encaissent alors pratiquement pas de choc,.

## Marques
par ordre alphabétique
- Adidas
- Asics
- Le coq sportif
- New Balance
- Nike
- Puma
- Spira, chaussures équipées de ressorts